# Кјес (Белуно)
Кјес (итал. Chies) је насеље у Италији у округу Белуно, региону Венето.
Према процени из 2011. у насељу је живело 317 становника. Насеље се налази на надморској висини од 707 м.